# Apobletodes marseuli
Apobletodes marseuli är en skalbaggsart som först beskrevs av Lewis 1879.  Apobletodes marseuli ingår i släktet Apobletodes och familjen stumpbaggar. Inga underarter finns listade i Catalogue of Life.